# 堪薩斯州
堪薩斯州（英語：State of Kansas），簡稱堪州，是美國中西部的一個州，位於美國本土的正中心，美國本土地理中心點即位於此州，州名來自印地安蘇族的語言，代表了“南風之人”（People of the south wind）。郵政編號是KS。該州是首个賦予非裔美國人選舉權的州，北美大平原也貫穿該州西部，是農業發達的一個地區。舊稱爲「干沙」或「墾士」。

## 历史
欧洲殖民到来前，堪萨斯州的主要居民是印第安人，这些印第安人属于卡多安威奇托人和后来的苏族人。第一个踏上今天堪萨斯的欧洲人是西班牙征服者弗朗西斯科·瓦兹奎斯·德科罗纳多，他于1541年探索了这一地区。
1763年至1803年间，堪萨斯州并入西班牙的路易斯安那领地。在那个时期，总督路易斯·德恩扎加（Luis de Unzaga）支持探险活动，并与印第安人建立了良好的关系，探险家中有安托万·德马里尼（Antoine de Marigny）和其他人，他们继续在堪萨斯河（Kansas River）上进行贸易，特别是在堪萨斯河与密西西比河支流密苏里河（Missouri River）的交汇处。
1803年，作为路易斯安那收购的一部分，现代堪萨斯州的大部分土地被美国收购。然而，在1848年美墨战争结束之前，堪萨斯州西南部仍然是西班牙、墨西哥和得克萨斯共和国的一部分，当时这些土地被割让给了美国。从1812年到1821年，堪萨斯州是密苏里州的一部分。圣达菲小径横穿堪萨斯州，1821年到1880年间用于从密苏里州运输制成品到西部，从新墨西哥州圣达菲运输白银和毛皮到中西部河港。从小路上下来的马车车辙今天在大草原上依然可见。
1827年，利文沃思堡成为美国白人在这个未来会成为联邦州的地方的第一个永久定居点。堪萨斯-内布拉斯加法案于1854年5月30日成为法律，确立了内布拉斯加州和堪萨斯州的领土界限，并开放了该地区的白人更广泛的定居。堪萨斯的领土一直延伸到大陆分水岭，包括今天的丹佛、科罗拉多泉和普韦布洛。
密苏里州和阿肯色州沿其东部边界向堪萨斯派遣定居者，这些定居者试图影响赞成奴隶制的选票，以便使这个未来的州成为蓄奴州。美国在堪萨斯的第二个定居点是来自马萨诸塞州的废奴主义者和其他自由州的人，他们试图阻止奴隶制从邻近的密苏里州蔓延开来。这些民间的冲突直接预示着美国内战的爆发，并引发了小规模的冲突，使这块领土被称为血腥堪萨斯。
堪萨斯州于1861年1月29日以自由州的身份加入联邦，成为第34个加入美国的州。到那时，堪萨斯州的暴力事件基本平息，但在内战期间，1863年8月21日，威廉·昆特里尔率领数百人突袭劳伦斯，摧毁了该市大部分地区，造成近200人死亡。他受到了常规南方军和密苏里州议会委任的游击队的严厉谴责。由于他战前的犯罪记录，他向该机构提出的委任申请遭到断然拒绝。
内战结束后，许多退伍军人在堪萨斯州定居。许多非裔美国人也把堪萨斯州视为“约翰·布朗”的故乡，在本杰明·辛格尔顿等自由人的带领下，开始在该州建立黑人殖民地。19世纪70年代末，由于越来越多的歧视，他们离开了南部各州前来堪萨斯定居，因此被称为外来者。
与此同时，奇肖姆小径被开辟，堪萨斯州的西部的到开发，产生了很多零散分布的社区。道奇城是另一个狂野的牛仔小镇，巴特·马斯特森和怀亚特·厄普都在镇上当过警察。由于拥有贯通大陆的铁路，德州的牧场主和牧场员工将牛从他们的牧场赶到堪萨斯的这个小城，仅一年时间，就有800万头来自德克萨斯州的牛在道奇市登上了开往东部的火车，道奇因此获得了“牛仔城女王”的绰号，这种赶牛的活动成为了西部牛仔的起源。
1930年左右，由于堪萨斯、内布拉斯加、科罗拉多等地对干旱草原的过度开垦，很多土地已经变成荒地。1933年，震惊全美的黑沙暴席卷了这些州，堪萨斯的农用土地遭到沉重打击，这些地区有超过2000万吨的肥沃表层土被风吹走，导致土壤贫瘠化，农作物产量暴跌。加上都市化及其影响（主要是东部各州农业人口转向城市导致土地价格下降），堪萨斯的农民大量离开，导致堪萨斯经历了其历史上第一次人口下滑，人口从1930年的188万下滑到1940年的180万。但随着人们的环境意识得到提高，加上政府积极拨款恢复生态和控制农业，堪萨斯州的自然环境得到极大恢复，又有大批外地民众因工农业发展而迁入这个州。
为了回应卫理公会教徒和其他福音派新教徒的要求，1881年堪萨斯州成为美国第一个通过宪法修正案禁止所有含酒精饮料的州，该修正案于1948年被废除。

## 地理
堪薩斯州北鄰內布拉斯加州；南臨奧克拉荷馬州；東鄰密蘇里州；西鄰科羅拉多州。此州下轄105個縣、628座城市。美國本土48個州的地理中心點位於史密斯縣黎巴嫩附近。位於奧斯伯恩縣的米德斯農場三角點為北美洲地理中心點。堪薩斯州地理中心點位在巴頓縣。
堪薩斯州周圍溫帶大陸型氣候，所以無霜期長，可種植的時間長，所以一年四季多有產物，像水果、蔬菜。北美小麥帶由美國堪薩斯州向北延伸到美加邊境，是世界最大、最重要的小麥生產帶。

### 地形
此州西部由北美大平原所覆蓋，大致為平坦或波狀地形，而東部多為丘陵和森林。陸地由東向西逐漸上升；此州最低點位於蒙哥馬利縣科菲維爾的弗迪格里斯河沿線，海拔高度684英尺（208）；而此州最高點則位於華萊士縣、距科羅拉多州邊界僅半英里的向日葵山，海拔高度4,039英尺（1,231）。普遍認為堪薩斯州為美國最平坦的州，2003年Tongue-in-cheek研究指出堪薩斯州「確實比煎餅還要平坦」。這個研究後來被受質疑，大多數科學家依據測量法來排定出堪薩斯州為美國第20平坦至第30平坦之間的州。此州平均海拔高度約2,000英尺（610）。

### 河川

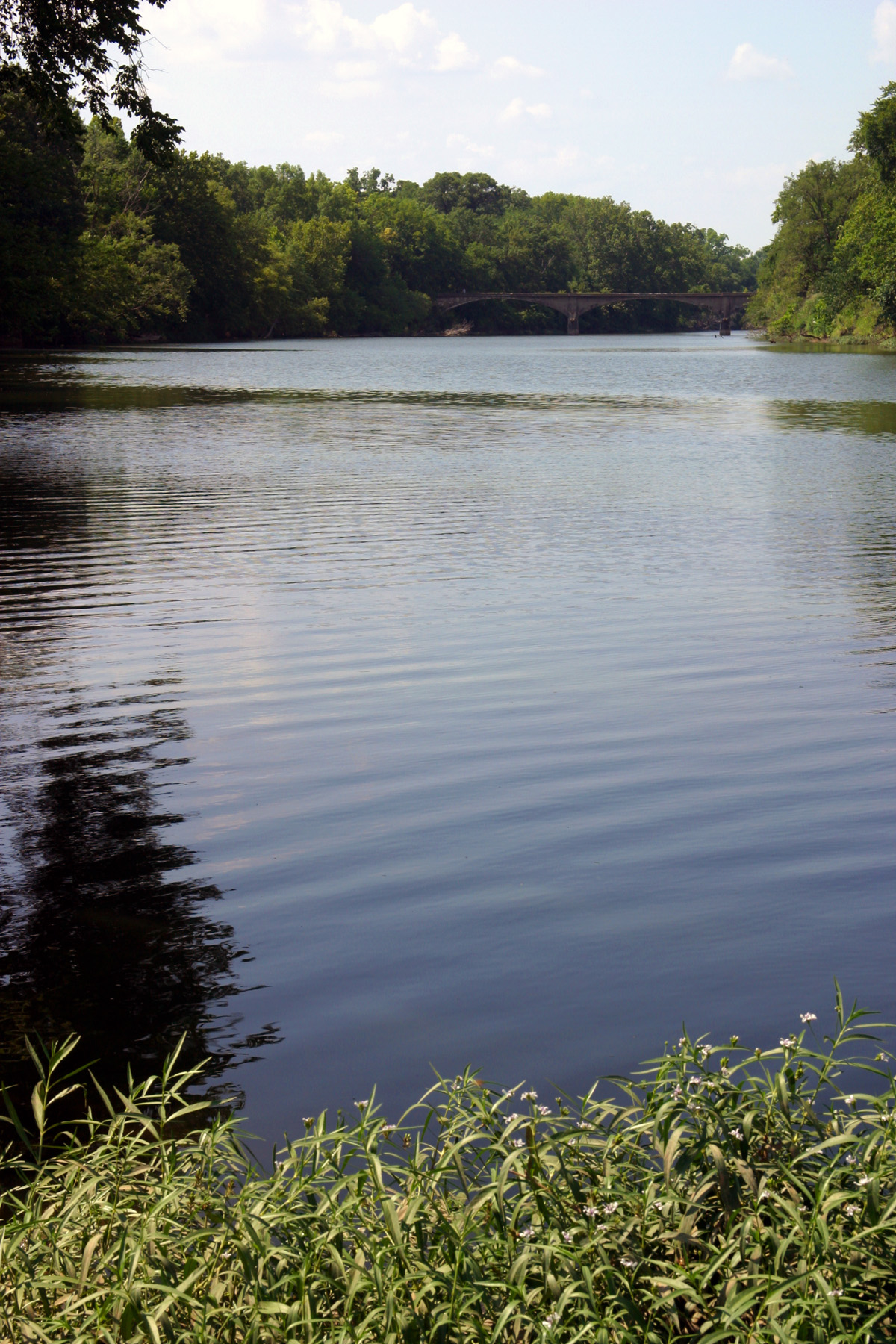
堪薩斯州的斯普林河 (密蘇里州)

密苏里河位於此州東北邊將近75英里（121）處。堪薩斯河（當地人稱之為卡奧）發源於章克申城的斯莫基希尔河及里帕布利克河交匯處，流入堪薩斯城後與密苏里河會合，此條河流長148英里（238），為一條橫跨堪薩斯州東北部的河川。
阿肯色河發源於科羅拉多州，橫跨堪薩斯州西部和南部將近500英里（800）。此條河川的支流有小阿肯色河、寧斯卡河、沃爾納特河、考溪、锡马龙河、弗迪格里斯河以及尼歐肖河等，這些河流形成了堪薩斯州南部水系。
其他位於堪薩斯州的河川如斯莫基希尔河的支流薩林河和所羅門河，還有大布盧河、德拉瓦河以及瓦卡魯薩河，這些河川最後皆流入於堪薩斯河。州內有密苏里河的支流梅里德辛河。斯普林河位於堪薩斯州里弗頓和堪薩斯州巴克斯特斯普林斯之間。

### 國家公園與歷史古蹟
由美国国家公园管理局所保護的區域包含了：
- 布朗訴教育委員會國家歷史古蹟（英语：Brown v. Board Of Education National Historic Site）（位於托皮卡）
- 加利福尼亞州古道（英语：California Trail）
- 拉尼德堡國家歷史古蹟（英语：Fort Larned National Historic Site）（位於拉尼德）
- 斯科特堡國家歷史古蹟（英语：Fort Scott National Historic Site）
- 路易斯和克拉克國家歷史步道（英语：Lewis and Clark National Historic Trail）
- 尼科迪默斯家歷史古蹟（英语：Nicodemus National Historic Site）（位於尼科迪默斯）
- 奧勒岡小徑
- 驿马快遞國家歷史步道（Pony Express National Historic Trail）
- 聖菲國家歷史步道（英语：Santa Fe National Historic Trail）
- 高草草原國家保護區（英语：Tallgrass Prairie National Preserve）（鄰近斯特朗城）

### 氣候

堪薩斯州柯本气候分類地圖

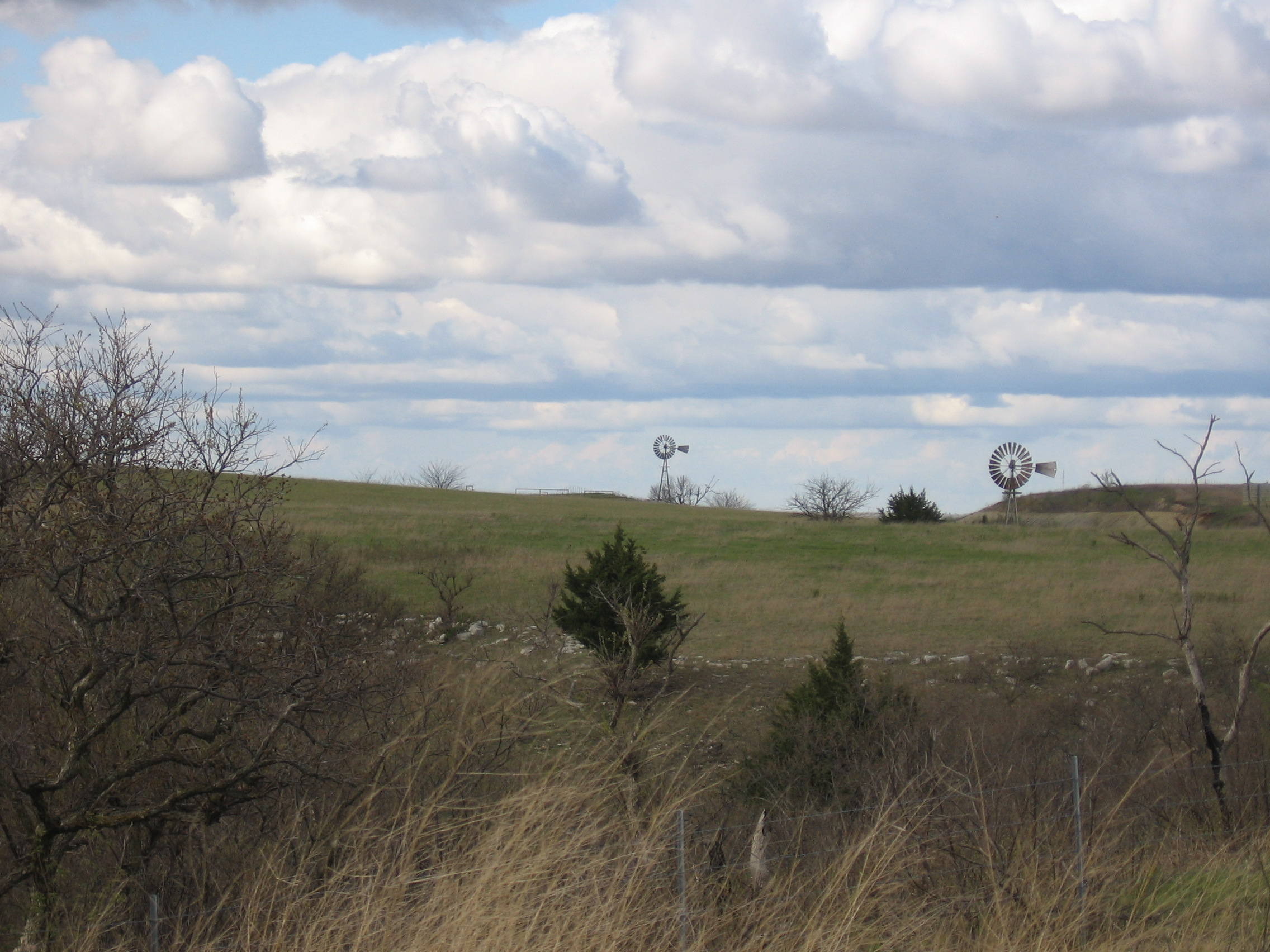
位於東北堪薩斯州的雲層

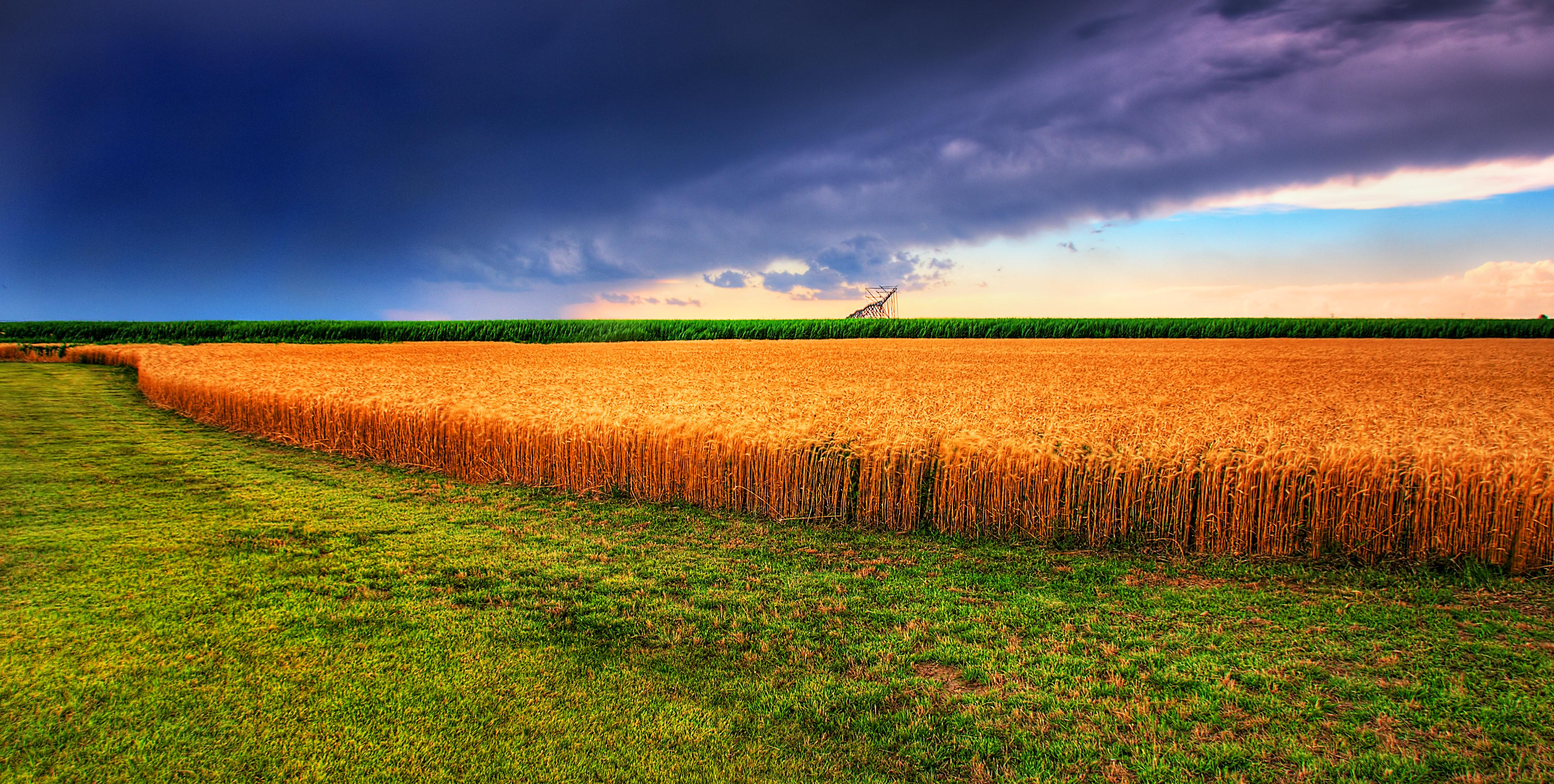
堪薩斯州的夏小麥和風暴之全景圖

根據柯本气候分类法，堪薩斯州擁有三種類型的氣候：温带大陆性湿润气候（Dfa）、半干旱气候（BSk）以及副热带湿润气候（Cfa）。此州東部三分之二的地區（特別是東北部）由於夏季炎熱、冬季寒冷，在分类法中屬於温带大陆性湿润气候。大部分的降水集中在夏季和春季。
此州西部三分之一（大致上為83号美国国道以西）的地區由於夏季炎熱乾燥、冬季涼爽乾燥，在分类法中屬於半干旱气候。西部地區年平均降水量大約16英寸（410）。钦诺克风能使西堪薩斯州在冬季時氣候溫和，溫度皆落在80 °F（27 °C）以內。
此州中南部和東南部地區由於夏季炎熱多雨、冬季涼爽乾燥，且比堪薩斯州的其他地區還要多降水，在分类法中屬於副热带湿润气候。
此州降水最多的地區落在東南角，降水量約47英寸（1,200）；而降水最少的地區則落在西南部，降水量約16英寸（410）。此州降雪最少的地區落在南部，降雪量約5英寸（130）左右；而降雪最多的地區則落在西北部，降雪量有35英寸（890）。此州無霜期的範圍以南部超過200天為最長，而西北部的130天為最短。據來源，堪薩斯州的日照時間為美國第9或第10多的州。西堪薩斯州與加利福尼亞州和亞利桑那州一樣為陽光充足的地方。
根據（NOAA），奧爾頓附近地區在1936年7月24日所測得的最高氣溫有121 °F或49.4 °C，為堪薩斯州歷年來最高溫；黎巴嫩附近地區在1905年2月13日時所測得的最低氣溫有−40 °F或−40.0 °C，為堪薩斯州歷年來最低溫。
堪薩斯州所測得的最高溫121 °F（49.4 °C）與北达科他州並列為美國歷年來第5高溫的州，僅次於加利福尼亞州（134 °F或56.7 °C）、亞利桑那州（128 °F或53.3 °C）、内华达州（125 °F或51.7 °C）以及新墨西哥州（122 °F或50 °C）。
| 堪薩斯州各城市之月最高溫與最低溫（單位：℉） |       |       |       |       |       |       |       |       |       |       |       |       |
| 城市                                        | 1月   | 2月   | 3月   | 4月   | 5月   | 6月   | 7月   | 8月   | 9月   | 10月  | 11月  | 12月  |
| 康科迪亞                                    | 36/17 | 43/22 | 54/31 | 64/41 | 74/52 | 85/62 | 91/67 | 88/66 | 80/56 | 68/44 | 51/30 | 40/21 |
| 道奇城                                      | 41/19 | 48/24 | 57/31 | 67/41 | 76/52 | 87/62 | 93/67 | 91/66 | 82/56 | 70/44 | 55/30 | 44/22 |
| 古德蘭                                      | 39/16 | 45/20 | 53/26 | 63/35 | 72/46 | 84/56 | 89/61 | 87/60 | 78/50 | 66/38 | 50/25 | 41/18 |
| 托皮卡                                      | 37/17 | 44/23 | 55/33 | 66/43 | 75/53 | 84/63 | 89/68 | 88/65 | 80/56 | 69/44 | 53/32 | 41/22 |
| 威奇托                                      | 40/20 | 47/25 | 57/34 | 67/44 | 76/54 | 87/64 | 93/69 | 92/68 | 82/59 | 70/47 | 55/34 | 43/24 |
| 來源：                                      |       |       |       |       |       |       |       |       |       |       |       |       |

## 人口

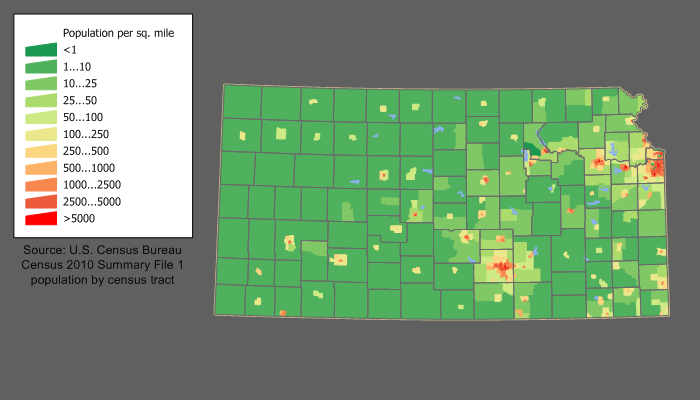
堪薩斯州人口密度圖

美国人口调查局統計堪薩斯州在2020年7月1日時人口有2,937,880人，比2010年美國人口普查所統計的增加84,782人或2.97%。其中自上次普查以來人口自然增長數為93,899人（246,484人出生，152,585人死亡），另外此州的淨移民人口為減少20,742人，其中來自美國境外的移民淨遷入44,847人，而國內移民淨遷出65,589人。
堪薩斯州的人口密度為每平方英里52.9人。堪薩斯州的人口中心位於蔡斯縣，座標位置為北緯38度27分、西經96度32分，位於斯特朗城北方約3英里。
| 调查年 | 人口      | 备注 | %±     |
| ------ | --------- | ---- | ------ |
| 1860   | 107,206   |      | —      |
| 1870   | 364,399   |      | 239.9% |
| 1880   | 996,096   |      | 173.4% |
| 1890   | 1,428,108 |      | 43.4%  |
| 1900   | 1,470,495 |      | 3.0%   |
| 1910   | 1,690,949 |      | 15.0%  |
| 1920   | 1,769,257 |      | 4.6%   |
| 1930   | 1,880,999 |      | 6.3%   |
| 1940   | 1,801,028 |      | −4.3%  |
| 1950   | 1,905,299 |      | 5.8%   |
| 1960   | 2,178,611 |      | 14.3%  |
| 1970   | 2,246,578 |      | 3.1%   |
| 1980   | 2,363,679 |      | 5.2%   |
| 1990   | 2,477,574 |      | 4.8%   |
| 2000   | 2,688,418 |      | 8.5%   |
| 2010   | 2,853,118 |      | 6.1%   |
| 2020   | 2,937,880 |      | 3.0%   |

根據2020年美國人口普查，堪薩斯州有2,937,880人。目前堪薩斯州的種族比例可分為：
- 83.8%為白人
- 5.9%為非裔美國人
- 2.4%為亞裔美國人
- 1.0%為印地安原住民
- 0.1%為夏威夷原住民和及太平洋島民
- 3.0%為混血種族

總人口數的10.5%為拉美裔人（也許是任何種族） 。
| 種族                      | 1990年 | 2000年 | 2010年 |
| ------------------------- | ------ | ------ | ------ |
| 白人                      | 90.1%  | 86.1%  | 83.8%  |
| 黑人                      | 5.8%   | 5.8%   | 5.9%   |
| 亞裔美國人                | 1.3%   | 1.7%   | 2.4%   |
| 印地安原住民              | 0.9%   | 0.9%   | 1.0%   |
| 夏威夷原住民及 太平洋島民 | -      | -      | 0.1%   |
| 其他種族                  | 2.0%   | 3.4%   | 3.9%   |
| 混血種族                  | -      | 2.1%   | 3.0%   |

截至2004年，此州的居民為在國外出生的有149,800人（佔總人口數的5.5%）。堪薩斯州十大族裔分別為：德國人（33.75%）、愛爾蘭人（14.4%）、英格蘭人（14.1%）、本土化血統者（7.5%）、法國人（4.4%）、蘇格蘭人（4.2%）、荷兰人（2.5%）、瑞典人（2.4%） 、意大利人（1.8%）以及波蘭人（1.5%），這些族裔佔此州總人口的85%。德裔美國人至今主要座落於西北部，而英格蘭裔美國人以及其他來自各州的白人至今主要座落於東南部。
墨西哥人至今皆坐落於西南部，且西南部的一些縣份有將近一半的人口由墨西哥人所組成。多數位於堪薩斯州的非裔美國人為南北戰爭結束後被釋放、後來逃往到堪薩斯州南方領地的黑人之後裔。

### 宗教
2014年皮尤研究中心調查顯示堪薩斯州成年人的宗教信仰情況如下：
- 基督徒佔成年人口76％
  - 57％為新教徒
    - 31％為福音派新教徒
    - 24％主流新教徒
    - 2％黑人新教徒

  - 18％天主教徒
  - 1％摩門教徒
  - 1％耶和華見證人
- 非基督教信仰4％
  - 猶太教徒<1％
  - 回教徒1％
  - 佛教徒1％
  - 印度教徒<1％
  - 其他世界宗教<1％
  - 其他信仰2％
- 不屬於任何宗教組織20％
  - 無神論者2％
  - 不可知論者3％

在堪薩斯州的新教徒中，前三大派別為：浸信會：16%、衛理公會：15%、信義會：5%。

## 經濟

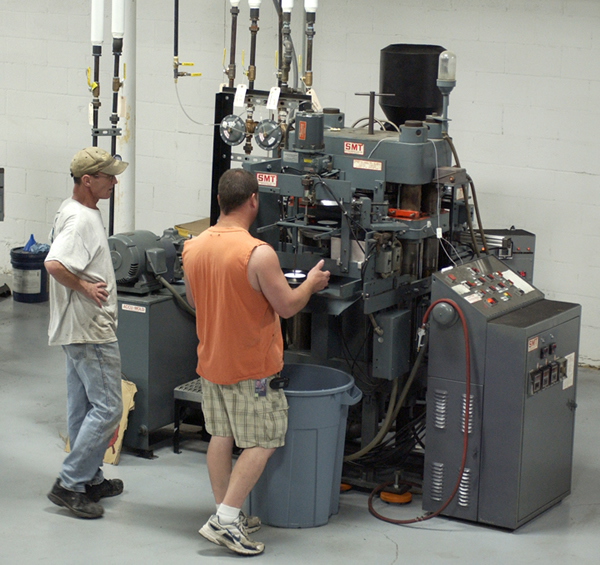
堪薩斯輕工具製造業

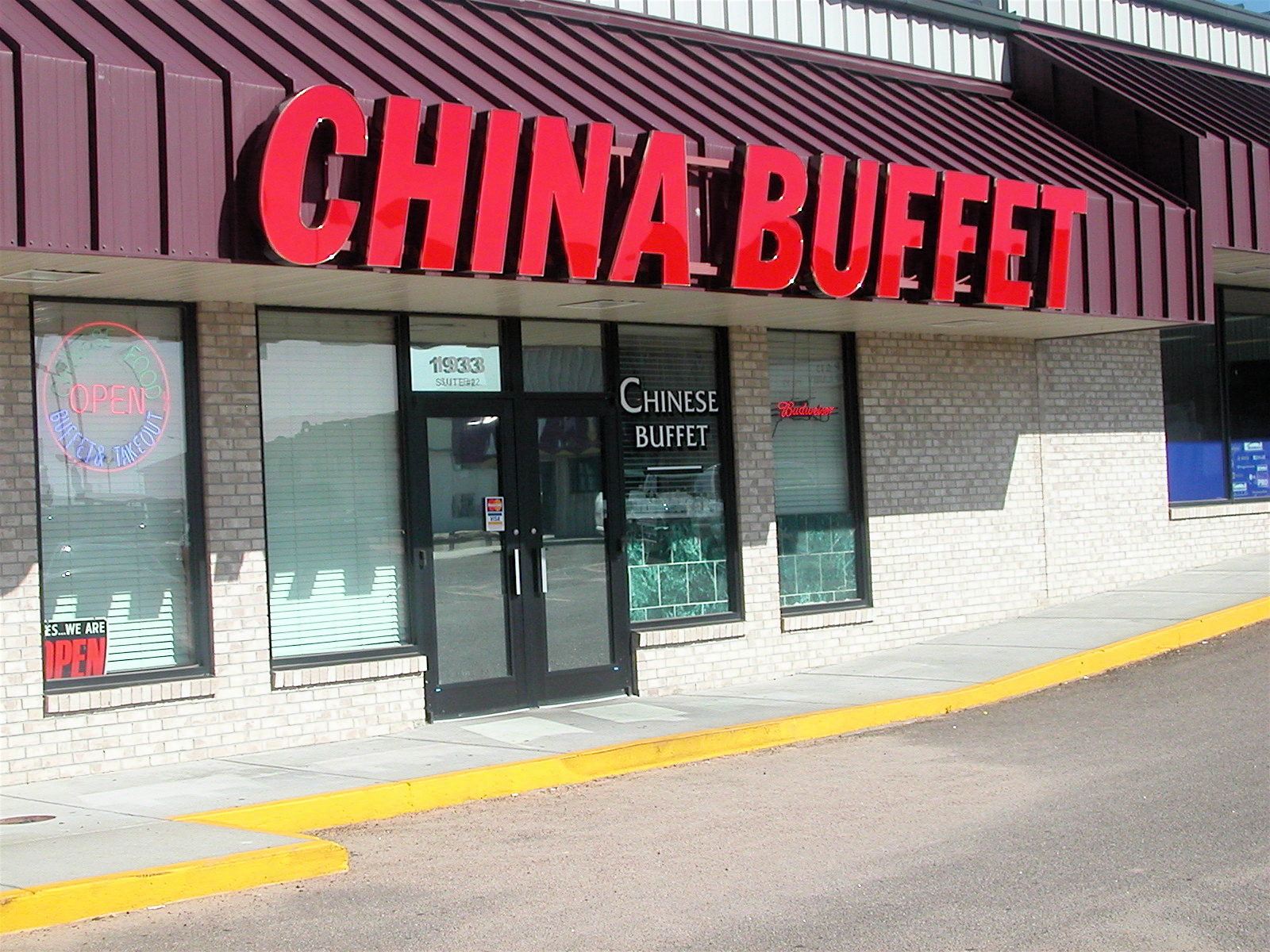
中國式自助餐在堪薩斯非常普及

堪萨斯州是全美重要的农牧业州，著名的通讯公司Sprint总部亦位于该州。

## 重要城鎮

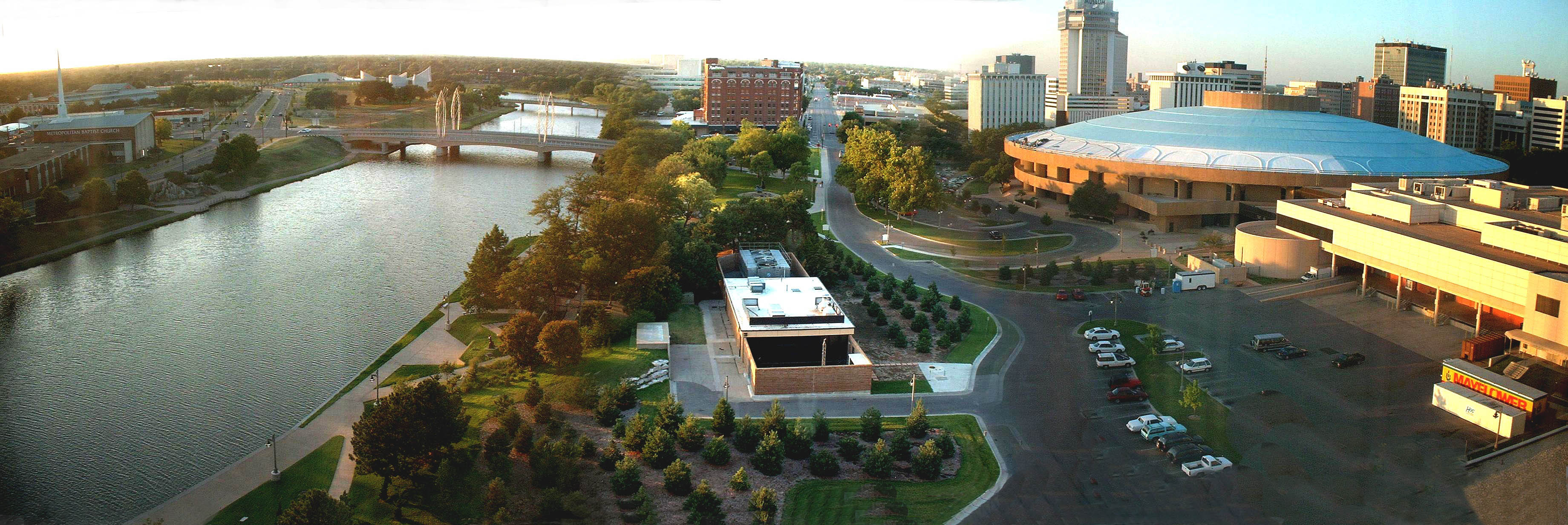
威奇托 (堪薩斯州)

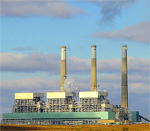
傑佛瑞電力中心

- 托皮卡（Topeka）
- 威奇塔（Wichita）
- 堪萨斯城（Kansas City）
- 曼哈頓（Manhattan）
- 萊文沃思（Leavenworth）
- 劳伦斯（Lawrence）
- 哈钦森（Hutchinson）
- 阿比林（Abilene）

### 都会区
| 排名 | 都会区名稱              | 人口    |
| ---- | ----------------------- | ------- |
| 1    | 堪萨斯城 MSA (州内部分) | 887,661 |
| 2    | 威奇托 MSA              | 644,888 |
| 3    | 托皮卡 MSA              | 232,594 |
| 4    | 劳伦斯 MSA              | 121,436 |
| 5    | 曼哈顿 MSA              | 97,980  |
| 6    | 哈奇森 μSA              | 62,342  |
| 7    | 萨利纳 μSA              | 60,203  |
| 8    | 加登城 μSA              | 40,554  |
| 9    | 匹兹堡 μSA              | 39,019  |
| 10   | 阿肯色城-温菲尔德 μSA   | 35,218  |

### 镇区
堪萨斯州的“镇区”（英語：township）是“行政镇区”（英語：civil township）。堪萨斯州的大部分地方都是“镇区”的一部分除了非镇区一级自治体。“镇区”和“自治体”（只有一级）（英語：municipality (first class only)）事实上是一致没有重叠；但法律上统统自治体（二级与三级）和镇区是不一致有重叠。
1. 罗克福德镇区（Rockford）- 24,839
2. 布鲁诺镇区（Bruno）- 15,565
3. 索迪尔镇区（Soldier - 15,118
4. 里弗赛德镇区（Riverside）- 14,351
5. 费尔芒特镇区（Fairmount）- 10,659
6. 麦迪逊镇区（Madison）- 9,872
7. 塞勒姆镇区（Salem）- 9,828
8. 米逊镇区（Mission）- 9,568
9. 克奇镇区（Kechi）- 9,555
10. 吉普瑟姆镇区（Gypsum）- 7,814

## 教育
詳見堪薩斯州學院和大學列表

## 重要體育團體

### 美式足球
- NCAA
  - 堪萨斯大学 (University of Kansas) (Jayhawks)
  - 堪萨斯州立大学 (Kansas State University) (Wildcats)

### 篮球
- NCAA
  - 堪萨斯大学 (University of Kansas) (Jayhawks)
  - 堪萨斯州立大学 (Kansas State University) (Wildcats)
  - 堪萨斯大学 (University of Kansas) (Lady Jayhawks)
  - 威奇托州立大学 (Wichita State University) (Shockers)

### 棒球
- 小聯盟
  - 威奇塔牛仔（Wichita Wranglers，2A級德克薩斯聯盟，母隊：堪薩斯市皇家）

## 交通

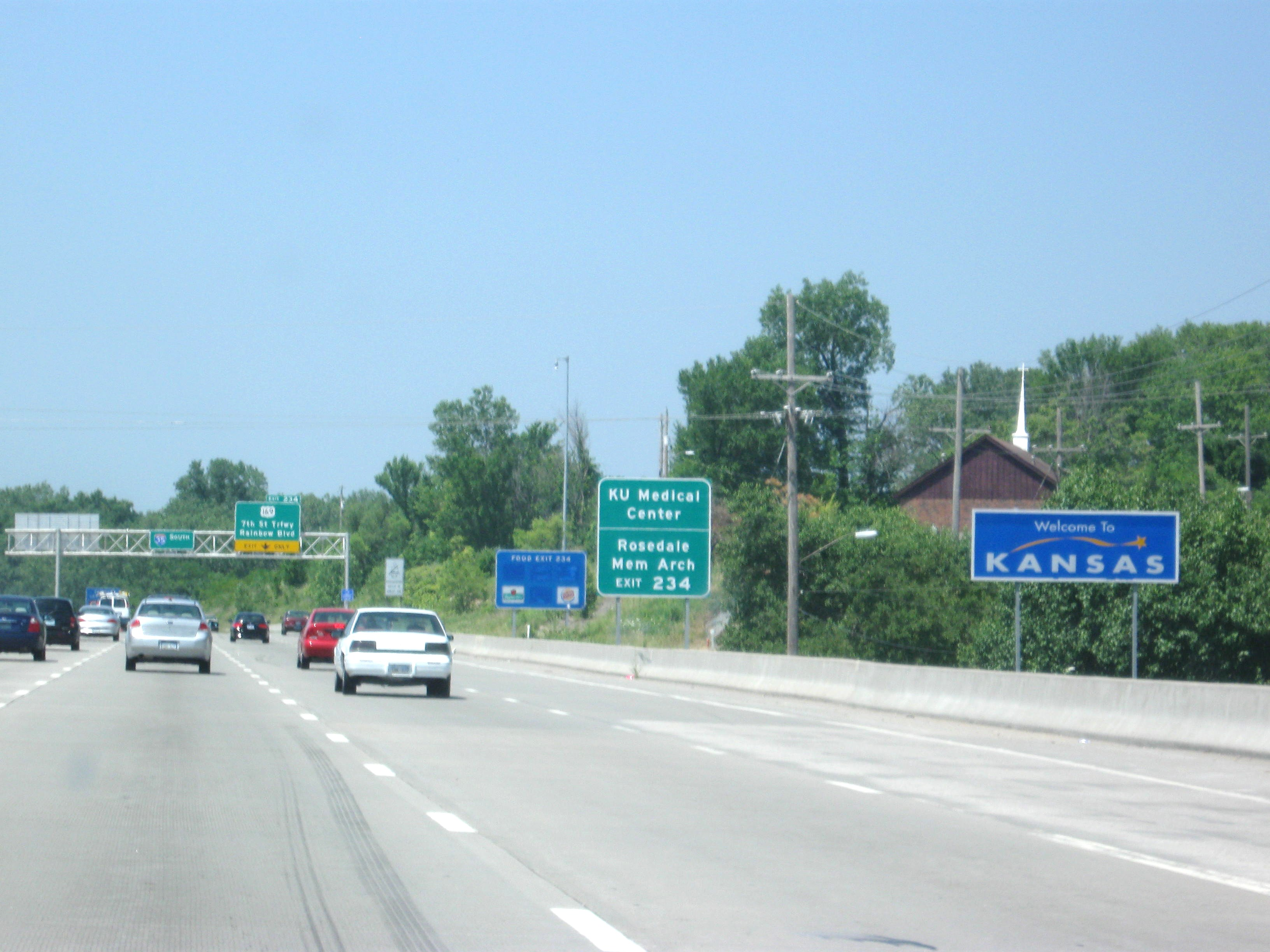
35號州際公路

堪薩斯州境內總共有2條州際公路系統主線，除了2條主線外，還包含1條環城公路，2條支線（Spur route），以及3條外環道路，全長超過874英里（1,407）。落在托皮卡西部的70號州際公路路段始建於1956年11月14日，為美國第一段州際公路。
70號州際公路為連結丹佛與堪薩斯城之間的東西向主要公路。沿著此公路的城市由西向東排序分別為科爾比、海斯、薩利納、章克申城、托皮卡、勞倫斯、邦納斯普林斯以及堪薩斯城。
35號州際公路為連結奧克拉荷馬市與德梅因之間的南北向主要公路。沿著此公路的城市由南向北排序分別為威奇托、埃爾多拉多、恩波里亞、渥太華以及堪薩斯城（及其郊區）。
連接兩條公路主線之間的公路稱為支線（Spur route）。135號州際公路為連結威奇托（35號州際公路）與薩利納（70號州際公路）之間的南北向公路。335號州際公路為連結恩波里亞（35號州際公路）與托皮卡（70號州際公路）之間的東北－西南向公路。335號州際公路、35號州際公路部分路段以及70號州際公路部分路段共同組成堪薩斯州收費公路。外環道路包含環繞托皮卡的470號州際公路、環繞威奇托的235號州際公路以及位於堪薩斯城市區的670號州際公路。435號州際公路為環繞堪薩斯城都會區的環城公路，而635號州際公路為穿越堪薩斯城的外環道路。
69號美國國道北起俄克拉荷馬州，南至密蘇里州。此道路經過堪薩斯州東部，行經的城市有巴克斯特斯普林斯、匹茲堡、弗蘭特納克、斯科特堡、路易斯堡以及堪薩斯城。

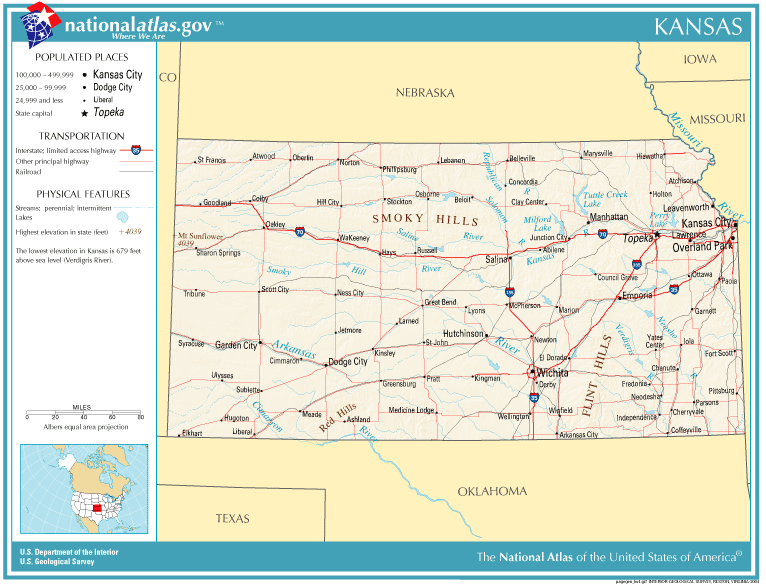
堪薩斯州公路網圖

堪薩斯州為繼德克薩斯州和加利福尼亞州後擁有美國第三大的州際高速公路系統，這是因為堪薩斯州擁有許多的縣以及縣城（105個）而且縣城與縣城間互相交錯。
2004年1月，堪薩斯州運輸部（KDOT）公布新的堪薩斯州用路人資訊服務511。電話撥打511，用路人將會獲得有關州際公路系統的路況、施工、封閉、繞道以及天氣情況等資訊，而天氣情況和路況則每15分鐘更新一次。
此州唯一的主要商用機場為威奇托德懷特大衛艾森豪國家機場，坐落於威奇托西邊的54号美国国道。位於曼哈頓的曼哈頓地區機場每日提供一班飛往达拉斯-沃思堡国际机场以及芝加哥的奥黑尔国际机场的航班，使該機場成為堪薩斯州第二大商用機場。東北堪薩斯州的旅客大多使用位於普拉特縣的堪薩斯城國際機場。
在堪薩斯州東南部，民眾經常使用位於奧克拉荷馬州塔爾薩的塔尔萨国际机场或是位於密蘇里州喬普林的喬普林地區機場。對於住在堪薩斯州西部的民眾而言，丹佛國際機場是個普遍的選擇。也可以從道奇城地區機場、加登城地區機場、大本德市立機場、海斯地區機場、哈欽森市立機場、薩利納市立機場或托皮卡地區機場等位於堪薩斯州的小型機場轉機。

### 州際公路
- 35號州際公路
  - 135號州際公路
  - 235號州際公路
  - 335號州際公路
  - 435號州際公路
  - 635號州際公路
- 70號州際公路
  - 470號州際公路
  - 670號州際公路

### 通過堪薩斯州的美國國道
- 24號美國國道
- 36號美國國道
- 40號美國國道
- 50號美國國道
- 54號美國國道
  - 154號美國國道
- 56號美國國道
  - 156號美國國道
- 59號美國國道
  - 159號美國國道
- 160號美國國道
- 166號美國國道
- 69號美國國道
  - 169號美國國道
- 270號美國國道
- 73號美國國道
- 75號美國國道
- 77號美國國道
  - 177號美國國道
- 81號美國國道
  - 281號美國國道
- 83號美國國道
  - 183號美國國道
  - 283號美國國道
- 400號美國國道

## 名人
- 海蒂·麦克丹尼尔（Hattie McDaniel，1895－1952）：首位获奥斯卡奖的美國非洲裔妇女，曾參與電影《乱世佳人》的演出
- 阿米莉亚·埃尔哈特（Amelia Earhart，1897－1939）：首位單人飛越大西洋的女性
- 格温多林·布鲁克斯（Gwendolyn Brooks，1917－2000）：詩人，普立茲獎得主
- 鲍勃·多尔（Bob Dole，1923－2021）：前美国参议员及总统候选人
- 克拉克·肯特（Clark Kent，1938）：超人（虚构人物：漫画角色）

## 外部連結
- 堪薩斯州官方網站
- 中的“堪薩斯州”
- Kansas Travel and Tourism Division （页面存档备份，存于）
- 堪薩斯州歷史學會 （页面存档备份，存于）
- Access documents, photographs, and other primary sources on Kansas Memory, the Kansas State Historical Society's digital portal （页面存档备份，存于）
- 堪薩斯州數據庫 – Annotated list of searchable databases produced by Kansas state agencies
- USGS real-time, geographic, and other scientific resources of Kansas （页面存档备份，存于）
- Kansas Department of Transportation maps （页面存档备份，存于）
- Cutler's History of Kansas （页面存档备份，存于）
- Kansas State Facts from USDA （页面存档备份，存于）

### 地圖
- (PDF), KS: KSDOT, 2015  [2016-06-08], （原始内容存档于2021-01-03）.
- (PDF), KS: KSDOT, 2015  [2016-06-08], （原始内容存档于2021-01-03）.
- ,  (digital portal), the Kansas State Historical Society,   [2016-06-08], （原始内容存档于2021-01-20）.
- OpenStreetMap上有關堪薩斯州的地理
- ,  (map collection), The University of Texas,   [2016-06-08], （原始内容存档于2017-12-15）.